# Седьмой конгресс Коммунистического интернационала
Седьмой конгресс Коммунистического интернационала проходил 25 июля — 20 августа 1935 года в Москве. Поставлена задача о начале непримиримой борьбы с фашизмом всех коммунистических сил.

## Проведение конгресса
Центральный доклад был сделан Г. Димитровым, всего выступило 76 делегатов. Основной темой заседаний было решение вопроса о консолидации сил в борьбе с нарастающей фашистской угрозой.
На конгрессе были приняты следующие решения:
- окончательно отвергнуты утверждения о том, что рост фашистских настроений среди населения ускоряет создание революционной ситуации;
- подтверждено наличие угрозы создания фашистской диктатуры;
- одной из причин победы фашизма объявлена разобщенность рабочего класса, в расколе обвинили социал-демократов. Коммунистическим партиям ставилось в вину лишь то, что они недооценили силу фашистской идеологии. Вместе с тем, прежняя оценка социал-демократии как социал-фашизма была признана ошибочной, был сделан акцент на тактике Единого фронта.
- поставлена задача непримиримой идеологической борьбы с фашизмом;
- объявлено о создании Единого рабочего фронта как органа согласования деятельности трудящихся различной политической ориентации.

Координации подлежали экономическая и политическая борьба с фашизмом, действия самообороны против фашистских нападений, оказание помощи заключенным и их семьям, защита интересов молодежи и женщин. Советским руководством предлагалась новая форма объединения на всех уровнях от низовых партийных организаций до интернационалов, содержанием объединения должна была стать демократическая борьба с фашизмом. Не исключалась возможность и политического объединения, но оно допускалось лишь на основе принципов марксизма-ленинизма. В Едином рабочем фронте могли принимать участие анархисты, католики, социалисты, беспартийные.

7-й конгресс Коминтерна. 1935

- объявлялось о необходимости создания так же Народного фронта, который объединил бы в антифашистской борьбе представителей мелкой буржуазии, ремесленников, служащих, представителей трудовой интеллигенции, и даже антифашистски настроенных элементов крупной буржуазии.
- учитывалась возможность создания в той или иной стране правительства Народного фронта, не являющегося формой диктатуры пролетариата.
- провозглашалась необходимость борьбы за мир, представление о войне, как о неизбежности, отвергалось. В связи с этим стоило активизировать деятельность рабочих в пацифистских организациях, но следовало избегать таких форм протеста, как бойкот мобилизации, саботаж на военных заводах, отказ от явки на военную службу.
- необходимость развития инициативы местных коммунистических организаций.

## Структурные изменения в Коминтерне
В 1935-м, кажется, году [Визнер, Арон Абрамович] дал мне пригласительный билет на проходивший в Москве конгресс Коминтерна. Там была очень необычная для того времени в СССР обстановка. Делегаты, не глядя на докладчиков, ходили по залу, беседовали друг с другом, смеялись. А Сталин ходил по сцене позади президиума и нервно курил трубку. Чувствовалось, что вся эта вольница ему не нравится. Возможно, это отношение Сталина к Коминтерну сыграло свою роль в том, что арестовали многих его деятелей, и в их числе Визнера.— из воспоминаний Михаила Смиртюкова, помощника заместителя председателя Совнаркома СССР
21 августа Конгресс принял решение о реорганизации структуры ИККИ. Руководство Коминтерном передавалось секретарям ИККИ во главе с Генеральным секретарём. В новый состав Исполкома в составе 47 членов и 32 кандидатов. Была избрана Интернациональная контрольная комиссия в составе 20 человек (от ВКП(б) в неё вошли М. Шкирятов, Е. Стасова и М. Цхакая).
В тот же день были избраны Президиум и Секретариат ИККИ. В Президиум вошли 18 членов и 12 кандидатов (от ВКП(б) членами — И. Сталин, Д. Мануильский, М. Москвин (Трилиссер), кандидатом — С. Лозовский).

В Секретариат вошли Г. Димитров (Генеральный секретарь), Эрколли, Д. Мануильский, В. Пик, О. Куусинен, А. Марти, К. Готвальд — членами, М. Москвин (Трилиссер), Ван Мин и В. Флорин — кандидатами.
В связи с переходом на работу в ЦК ВКП(б) руководство Коминтерна покинули О. Пятницкий и В. Кнорин. От работы в Коминтерне отстранён Б. Кун (по обвинению в шпионаже в пользу Румынии).
Был реорганизован Отдел международных связей, вместо него была создана Служба связи (руководитель — Б. Мельников, зам. руководителя А. Абрамов-Миров). Лендерсекретариаты были переименованы в Секретариаты секретарей ИККИ.